# Eiland van Dordrecht
Het Eiland van Dordrecht is een eiland in de Nederlandse provincie Zuid-Holland, dat plaats biedt aan de stad Dordrecht. Het eiland is omringd door de rivieren de Beneden-Merwede, Nieuwe Merwede, Hollands Diep, Dordtsche Kil en Oude Maas. Het eiland wordt in tweeën gedeeld door het Wantij. In het noordoosten ligt de Sliedrechtse Biesbosch en in het zuidoosten de Dordtse Biesbosch - beide zijn onderdelen van het Nationaal Park De Biesbosch. Het Eiland van Dordrecht en de ernaast gelegen Hoeksche Waard liggen in het drukst bevaren rivierengebied van Europa.

## Ontstaan
Het Eiland van Dordrecht is ontstaan tijdens de Sint-Elisabethsvloed. Daarvoor lag Dordrecht in de Groote of Hollandsche Waard. Het Eiland van Dordrecht was eeuwenlang een lappendeken van ambachten, polders (Oud-Dubbeldam, de Noordpolder, de Zuidpolder, de Aloïsenpolder en de polder Wieldrecht), heerlijkheden (De Merwede), buitenplaatsen (Dordwijk), gehuchten, dorpen (De Mijl, Dubbeldam, Wieldrecht) en de stad Dordrecht. Het oostelijk gedeelte van het eiland behoorde zelfs tot de gemeente Sliedrecht. Regelmatig vonden er onderlinge grenscorrecties en samenvoegingen plaats, waarbij vooral de gemeente Dordrecht behoefte had aan een groter grondgebied. Sinds 1 juli 1970 behoort het gehele eiland tot het grondgebied van de gemeente Dordrecht.

## Tweede Wereldoorlog
In mei 1940 werd hard gestreden om het bezit van het Eiland van Dordrecht. Duitse parachutisten waren met zo'n 1.250 man geland bij Zwijndrecht, Dordrecht, Tweede Tol, Willemsdorp en Moerdijk. Het ging hen om het bezit van de bruggen over de Oude Maas bij Dordrecht en de Moerdijkbruggen. In Tweede Tol hadden de Duitsers hun hoofdkwartier. Om het gehele eiland alsmede Dordrecht zelf werd vier dagen verbitterd gevochten. Op 13 mei in de late middag ontruimden de Nederlandse troepen het gehele eiland ten slotte, omdat een Duitse hoofdmacht was doorgestoten naar Rotterdam via de Moerdijk- en Oude Maasbruggen. Veel oude Nederlandse kazematten en een enkele Duitse bunker uit de bezettingstijd zijn nog op het eiland te vinden, met name langs de zuidoost- en de zuidflank van het eiland.

## Verkeer
Over het eiland loopt de A16 vanaf de Moerdijkbrug in het zuiden naar de Drechttunnel in het noorden. De tweede belangrijke verkeersader is de N3, die loopt van de A15 via de Papendrechtse brug naar de Kiltunnel. Dit is een toltunnel, langzaam verkeer en openbaar vervoer zijn vrijgesteld van het betalen van tolgelden voor deze tunnel. Via de Kiltunnel is het eiland verbonden met de Hoeksche Waard.

## Kernen
Op het Eiland van Dordrecht bevinden zich naast de stad Dordrecht de volgende kleine kernen.
- Wieldrecht (gehucht)
- Tweede Tol (gehucht)
- Willemsdorp (gehucht)
- Kop van 't Land (buurtschap)

## Natuurgebieden
- De Hollandse Biesbosch met het Biesboschcentrum Dordrecht
- Boswachterij De Elzen
- Hooge Biezenplaat
- Landgoed Dordwijk
- Merwelanden
- Oosthaven
- Zuidplaatje

## Recreatie
- Recreatiecentrum Bruggehof
- Camping 't Vissertje
- Naturistencamping 'De Ammoniet'
- Natuurvriendenhuis 'De Kleine Rug'

Eiland van Dordrecht

Wijken en buurten: Binnenstad (Negentiende-eeuwse Schil) ·
Noordflank (Bleyenhoek · Lijnbaan e.o.) ·
Het Reeland (Transvaalbuurt · Land van Valk · Indische buurt · Vogelbuurt · Wantijbuurt) ·
De Staart (Staart-West · Staart-Oost) ·
Oud-Krispijn (Van Gogh-buurt) ·
Nieuw-Krispijn ·
Stadspolders (Vissershoek · Oudelandshoek) ·
Wielwijk ·
Crabbehof (Zuidhoven) ·
Sterrenburg (Sterrenburg I, II, III) ·
Dubbeldam (Oud-Dubbeldam · Dubbeldam-Noord · Dubbeldam-Zuid · 't Vissertje · Klein Dubbeldam · De Hoven)

Industrie: Amstelwijck · Krabbepolder · Louterbloemen · Zeehavenlaan · Industriegebied De Staart

Buitengebied: Kop van 't Land · Tweede Tol · Wieldrecht · Willemsdorp

Verdwenen plaatsen: De Mijl · Groote of Hollandsche Waard
Alblasserwaard¹ · Beijerland · Betuwe¹ · Bollenstreek¹ · Delfland · Drechtsteden · Eiland van Dordrecht · Goeree-Overflakkee · Groene Hart¹ · Hoeksche Waard · Holland¹ · Hollandse Biesbosch · IJsselmonde · Krimpenerwaard · Prins Alexanderpolder · Randstad¹ · Rijnland¹ · Rijnmond · Rivierengebied¹ · Schelde- en Maasdelta¹ · Schieland · Tielerwaard¹ · Tiengemeten · Voorne-Putten · Westland · Zuidplaspolder · Zwijndrechtse Waard
¹  ligt ook buiten Zuid-Holland